# Västra Husby socken
Västra Husby socken i Östergötland ingick i Hammarkinds härad, ingår sedan 1971 i Söderköpings kommun och motsvarar från 2016 Västra Husby distrikt.
Socknens areal är 58,05 kvadratkilometer, varav 54,93 land. År 2000 fanns här 1 369 invånare. Tätorten Västra Husby med sockenkyrkan Västra Husby kyrka ligger i socknen. 

## Administrativ historik
Västra Husby socken har medeltida ursprung. 
Från Tingstads socken flyttades 1/4 mantal Djurstorp med lägenheten Svartkärret, först 1 november 1856 enbart avseende kyrkosocknen, från 1888 helt.
Vid kommunreformen 1862 övergick socknens ansvar för de kyrkliga frågorna till Västra Husby församling och för de borgerliga frågorna till Västra Husby landskommun. Landskommunen inkorporerades 1952 i Aspvedens landskommun och ingår sedan 1971 i Söderköpings kommun. Församlingen ingår sedan 2011 i Östra Ryds församling.
1 januari 2016 inrättades distriktet Västra Husby, med samma omfattning som församlingen hade 1999/2000.  
Socknen har tillhört samma fögderier och domsagor som Hammarkinds härad.  De indelta soldaterna tillhörde  Andra livgrenadjärregementet, Livkompanit.

## Geografi
Västra Husby socken ligger väster om Söderköping kring Asplången och Göta Kanal. Socknen begränsas i norr av den branta bergåsen Ludden med höjden Muskedunder, 102 meter över havet, och i söder av Åsvedens skogstrakter. Centrala delen är bördig dalslätt.

## Fornlämningar
Kända från socknen är ett flertal gravrösen och skärvstenshögar från bronsåldern och 30 gravfält och tre fornborgar från järnåldern. Även från järnåldern finns stensträngar och två jordvallar anlagda i försvarssyfte.

## Namnet
Namnet (1304 Husby) kommer från kyrkbyn, 'husaby. Prefixet Västra tillkom redan på medeltiden.

### Fotnoter
1. 1 2  Svensk Uppslagsbok andra upplagan 1947–1955: Västra+Husby socken
2. 1 2  Harlén, Hans; Harlén Eivy (2003). Sverige från A till Ö: geografisk-historisk uppslagsbok. Stockholm: Kommentus. Libris 9337075. ISBN 91-7345-139-8
3. ↑  ”Församlingar”. Statistiska centralbyrån. https://www.scb.se/hitta-statistik/regional-statistik-och-kartor/regionala-indelningar/forsamlingar/. Läst 30 december 2022.
4. ↑  Husby&Typ=Alla&DatumFran=&DatumTill= Administrativ historik för Västra Husby socken (Klicka på församlingsposten). Källa: Nationella arkivdatabasen, Riksarkivet.
5. 1 2  Sjögren, Otto (1931). Sverige geografisk beskrivning del 2 Östergötlands, Jönköpings, Kronobergs, Kalmar och Gotlands län. Stockholm: Wahlström & Widstrand. Libris 9939
6. 1 2  Nationalencyklopedin
7. ↑  Fornlämningar, Statens historiska museum: Västra Husby socken
8. ↑  Fornminnesregistret, Riksantikvarieämbetet: Västra Husby socken Fornminnen i socknen erhålls på kartan genom att skriva in sockennamn (utan "socken") i "Ange geografiskt område"
9. ↑  Mats Wahlberg, red (2003). Svenskt ortnamnslexikon. Uppsala: Institutet för språk och folkminnen. Libris 8998039. ISBN 91-7229-020-X. https://isof.diva-portal.org/smash/get/diva2:1175717/FULLTEXT02.pdf